# Schloss Lenzfried

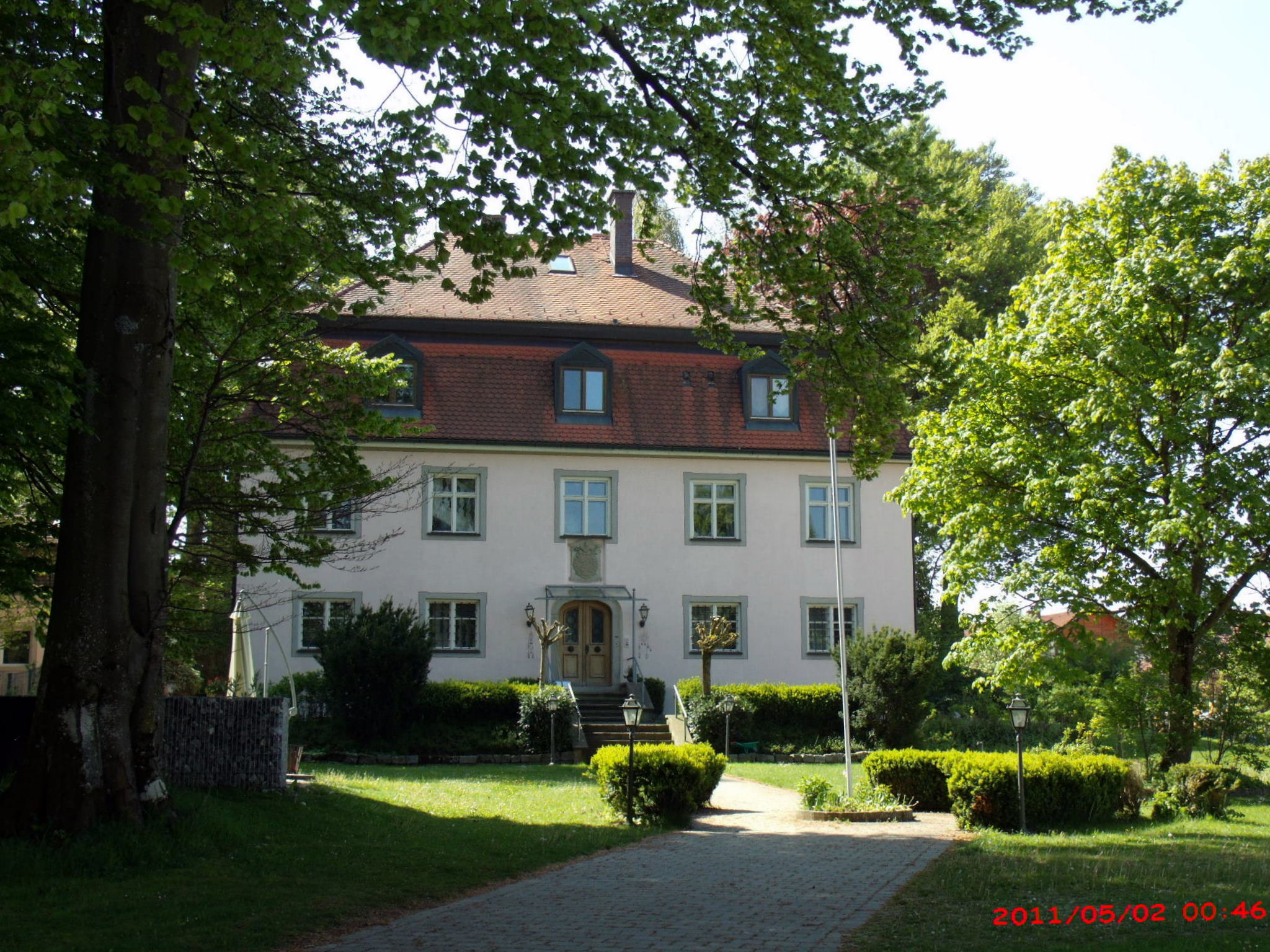
Das Schloss Lenzfried in Kempten

Das Schloss Lenzfried ist eine denkmalgeschützte Anlage mit Mansard- und Walmdach in Lenzfried, einem Pfarrdorf von Kempten (Allgäu). Es befindet sich in der Nachbarschaft des Franziskanerklosters St. Bernhardin.

## Geschichte
Das heutige Hauptbauwerk wurde im Jahr 1770 erbaut. Der Vorgängerbau, ein Patrizierschlösschen von Felix Kramer aus dem Jahre 1582 mit Treppengiebeln und Ecktürmen, wurde im Jahr 1762 vom Stift Kempten erworben und abgerissen. Daraufhin wurde im Jahr 1770 unter Fürstabt Honorius Roth von Schreckenstein, der auch die Orangerie errichten ließ, das heutige Schlösschen erbaut.

## Architektur
Der zweigeschossige Bau mit Mansarddach hat fünf zu fünf Achsen. Über dem Eingang ist ein Sandsteinwappen des Bauherren mit der Bezeichnung „1770“ zu sehen.
Das Nebengebäude ist ein kleiner Putzbau mit Mansardwalmdach aus dem Ende des 19. Jahrhunderts.